# Caught in a Moment
«Caught in a Moment» es una canción del grupo femenino inglés Sugababes de su tercer álbum de estudio Three (2003). Fue lanzado en el Reino Unido el 23 de agosto de 2004 como el cuarto y último sencillo del álbum. Fue escrita por el grupo en colaboración con Karen Poole, Marius De Vries y su productor Jony Rockstar.
"Caught in a Moment" es una balada pop downtempo, soul y R&B respaldada por un arreglo musical orquestal, y contiene letras emotivas que exploran conceptos de melancolía y esperanza.
Tras su lanzamiento, la canción se convirtió en el cuarto éxito consecutivo del grupo entre los diez primeros en la lista UK Singles Chart del Reino Unido, mientras que a nivel internacional alcanzó su punto máximo entre los cuarenta primeros en las listas de Irlanda, Hungría y Países Bajos. 
El video musical, que es en blanco y negro, fue dirigido por Howard Greenhalgh y presenta las siluetas de las Sugababes detrás de una pantalla grande.
Para promocionar "Caught in a Moment", el trío la interpretó en la Bristol International Balloon Fiesta y como parte de las listas de canciones de sus giras en apoyo de Taller in More Ways (2005), Overloaded: The Singles Collection (2006) y Change (2007).
| CD1 |                                    |                                                                                 |               |          |  |
| N.º | Título                             | Escritor(es)                                                                    | Producer(s)   | Duración |  |
| 1.  | «Caught in a Moment»               | Jony Lipsey-Karen Poole-Marius de Vries-Keisha Buchanan-Mutya Buena-Heidi Range | Jony Rockstar | 4:23     |  |
| 2.  | «Caught in a Moment» (D-Bop remix) | Lipsey-Poole-de Vries-Buchanan-Buena-Range                                      | Jony Rockstar | 5:34     |  |

| CD2 |                                     |                                                                                        |             |          |  |
| N.º | Título                              | Escritor(es)                                                                           | Producer(s) | Duración |  |
| 1.  | «Caught in a Moment»                | Lipsey-Poole-de Vries-Buchanan-Buena-Range                                             | Rockstar    | 4:23     |  |
| 2.  | «Conversation's Over» (AOL Session) | Tom Elmhirst-Lipsey-Poole-Buchanan-Buena-Range                                         | Rockstar    | 4:08     |  |
| 3.  | «Hole in the Head» (AOL Session)    | Brian Higgins-Range-Buchanan-Miranda Cooper-Buena-Niara Scarlett-Nick Coler-Tim Powell | Higgins     | 3:34     |  |

## Posicionamiento en listas
| Lista (2004)                           | Máxima posición |
| -------------------------------------- | --------------- |
| Alemania (Offizielle Deutsche Charts)  | 71              |
| Austria (Ö3 Austria Top 40)            | 56              |
| Escocia (Scottish Singles Sales Chart) | 9               |
| Hungría (Dance Top 40)                 | 38              |
| Irlanda (IRMA)                         | 28              |
| Países Bajos (Dutch Top 40)            | 30              |
| Países Bajos (Mega Single Top 100)     | 46              |
| Reino Unido (UK Singles Chart)         | 8               |
| Rumania (Romanian Top 100)             | 66              |
| Suiza (Schweizer Hitparade)            | 56              |